# كاثلين كيلي
كاثلين كيلي (بالإنجليزية: Kathleen Kelly)‏ هي ممثلة بريطانية، ولدت في 9 ديسمبر 1912 بالمملكة المتحدة لبريطانيا العظمى وأيرلندا.

## وصلات خارجية
- كاثلين كيلي على موقع IMDb (الإنجليزية)